# Exomalopsis analis
Exomalopsis analis là một loài Hymenoptera trong họ Apidae. Loài này được Spinola mô tả khoa học năm 1853.

## Hình ảnh

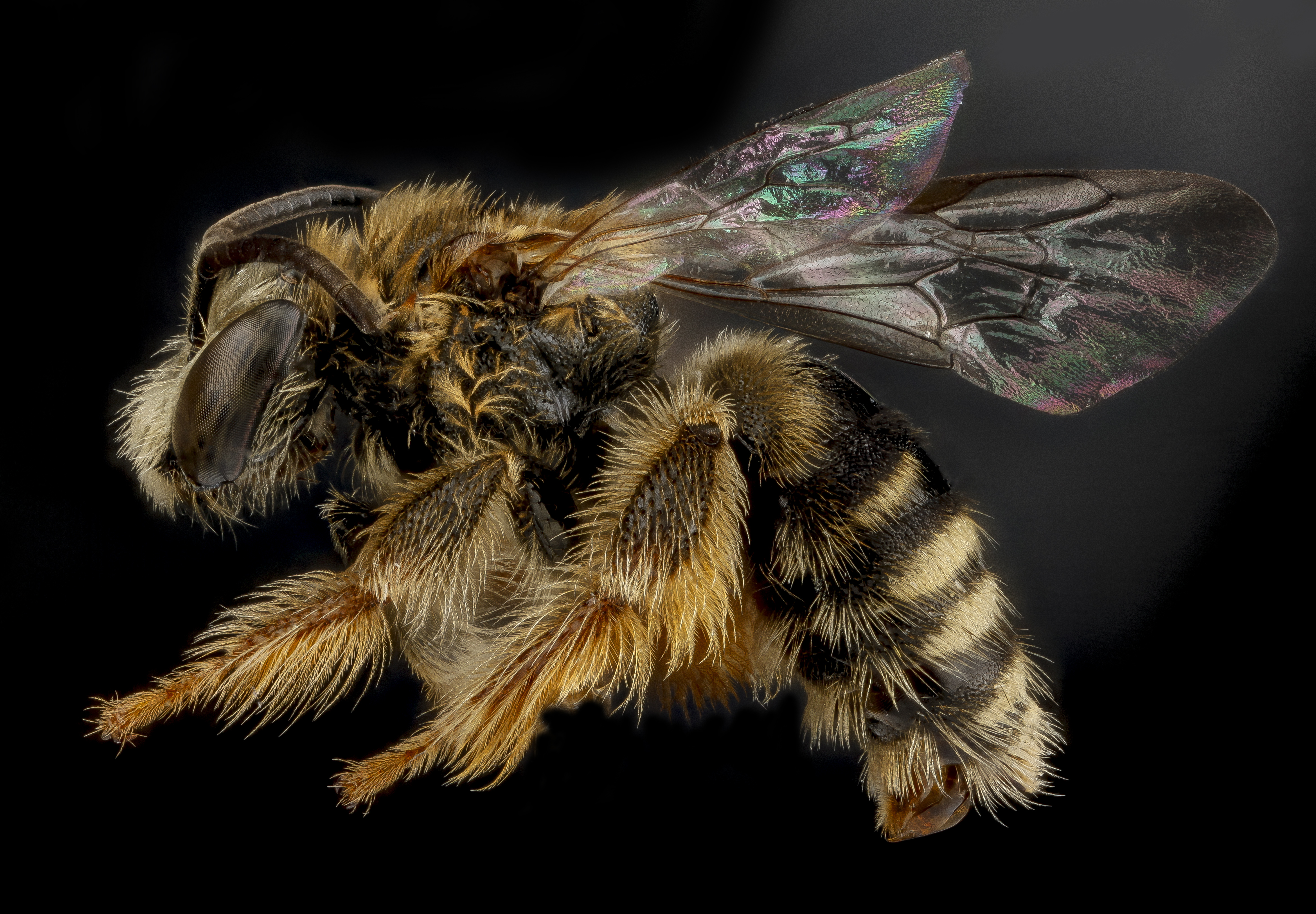
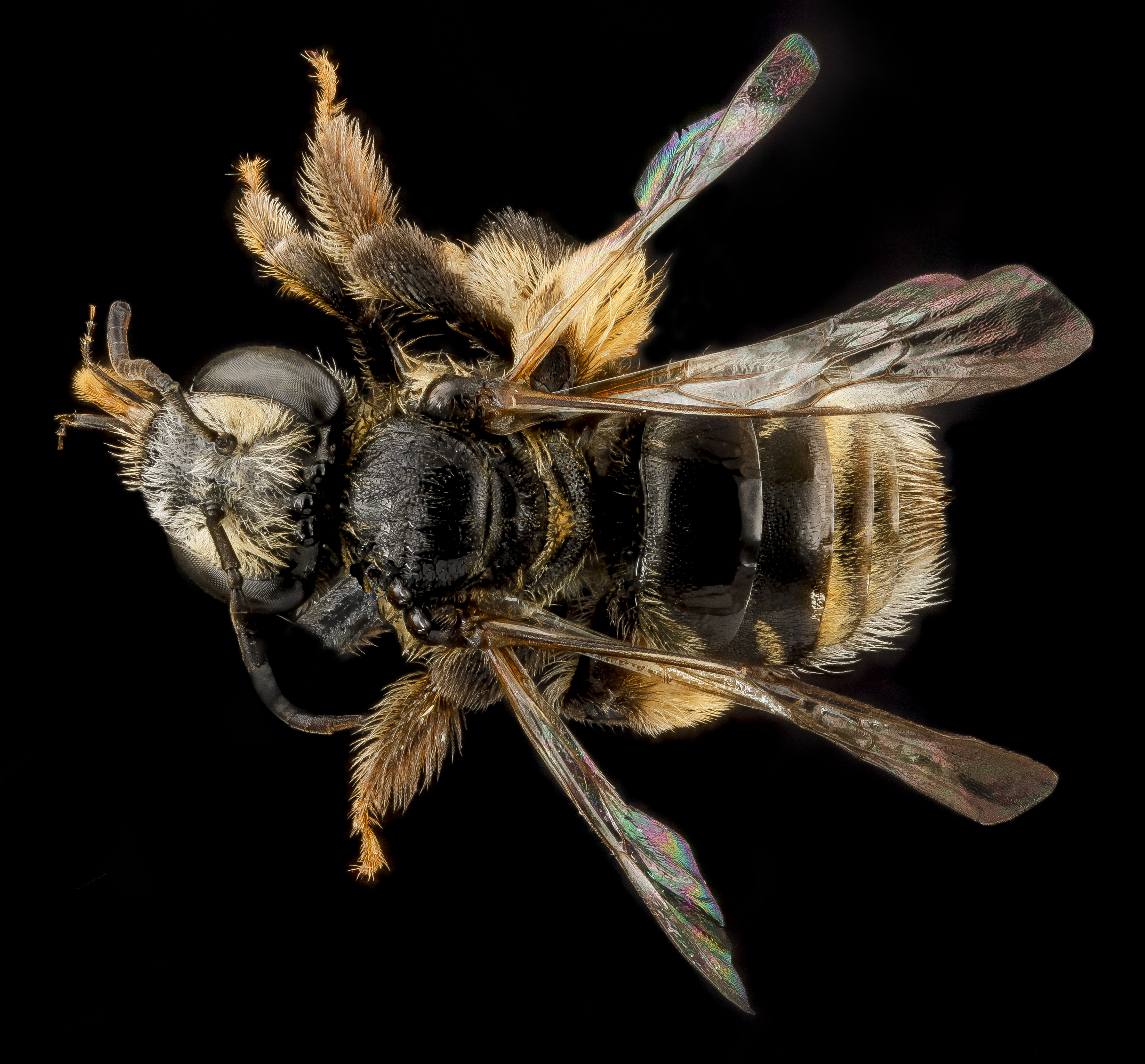
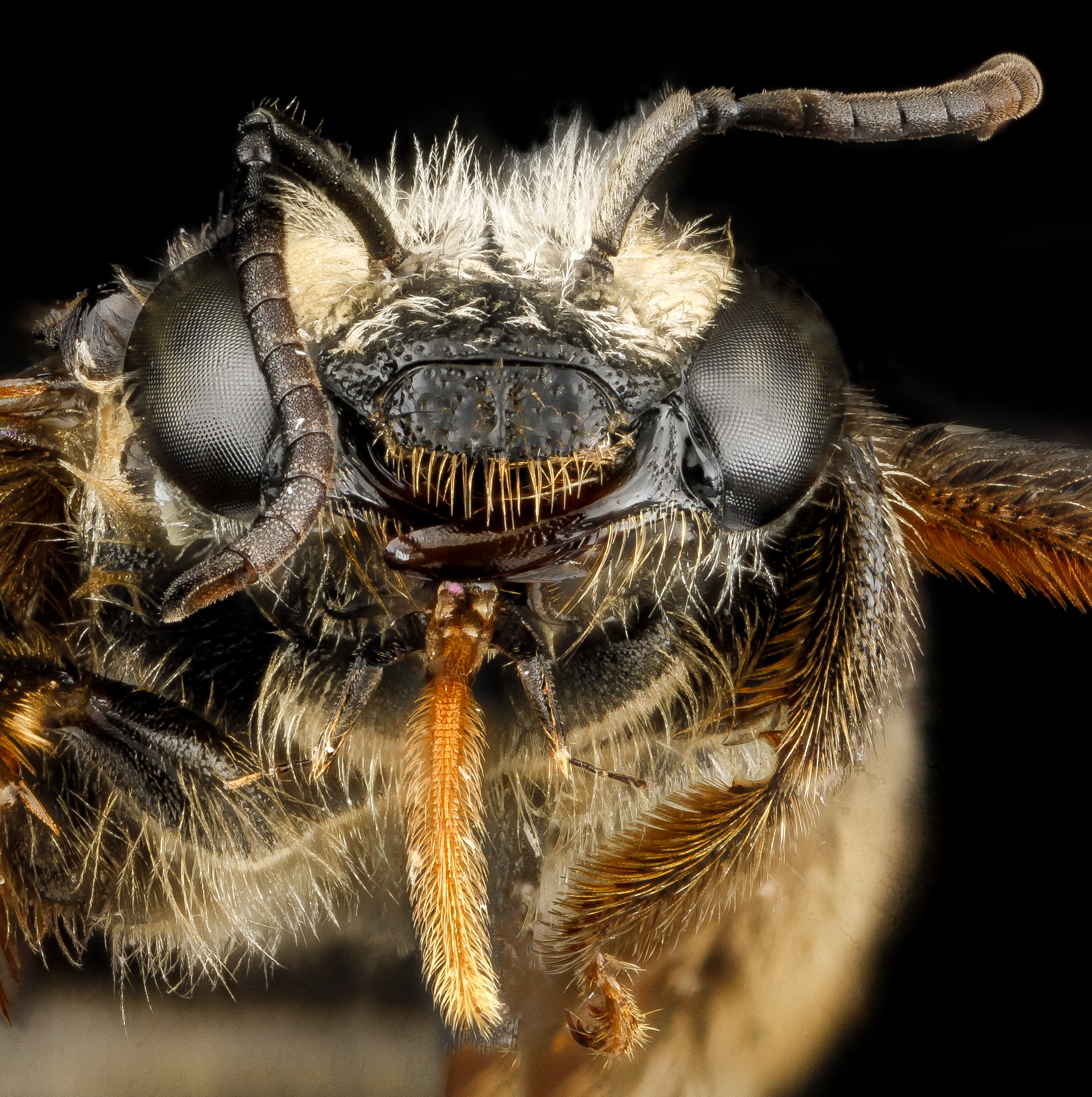
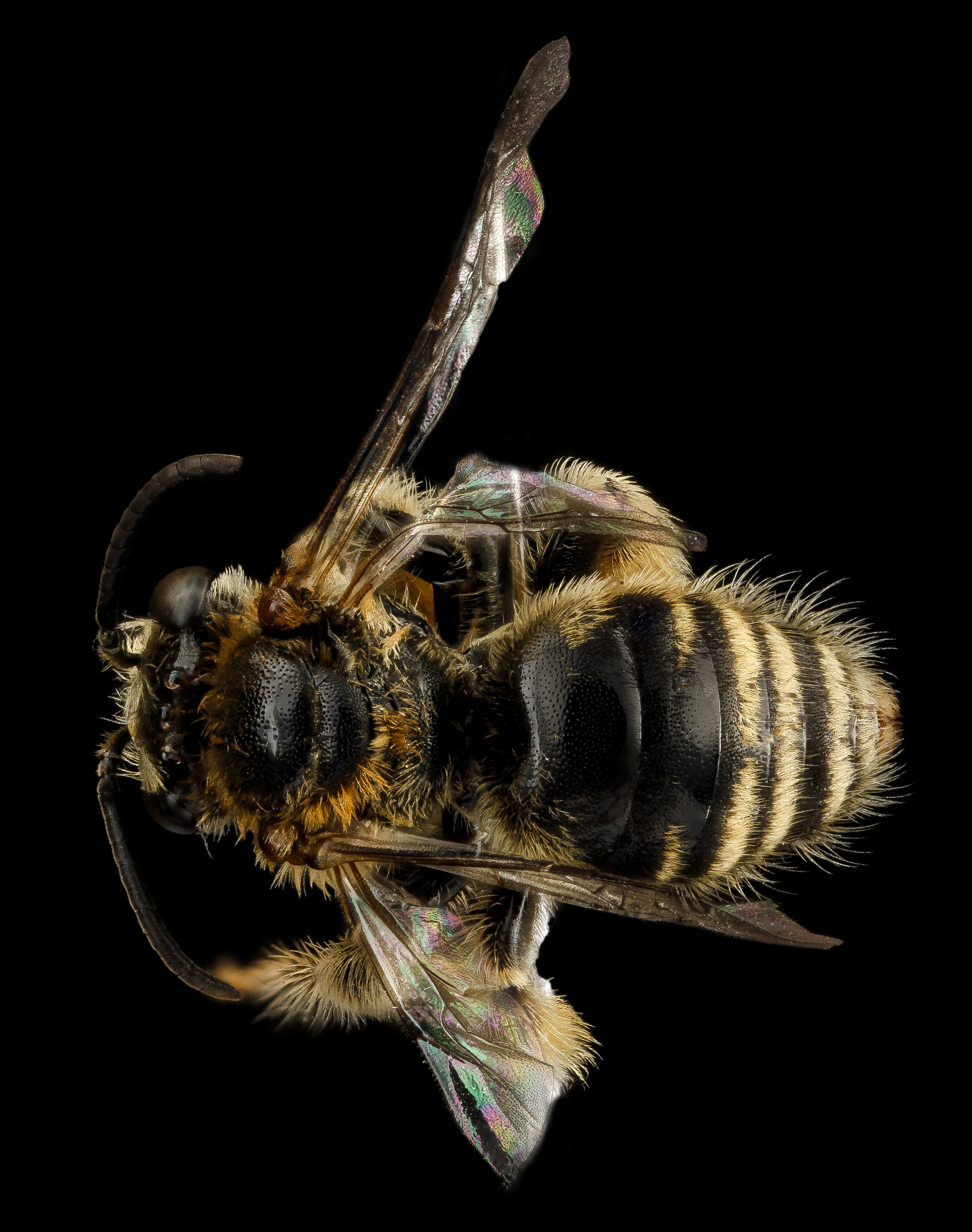